# 尊室湛
尊室湛（越南语：／；1866年8月15日—1937年1月26日），越南阮朝官員。

## 生平
尊室湛出身於阮朝尊室第七系，禮部尚書尊室𤄫之子，三甲尊室泠、舉人尊室渼之弟，嗣德十九年七月六日（1866年8月15日）出生。同慶二年（1887年），尊室湛參加承天場鄉試，考中舉人。成泰元年（1889年），授編修銜，任內閣行走。成泰五年（1893年），改任工部行走，不久又任慕德知縣。成泰八年（1896年），任侍講。成泰九年（1897年），升任河中知府。同年底，因母親去世而丁憂。成泰十二年（1900年），任侍講和機密院行走。成泰十五年（1903年），任廣治按察使。維新元年（1907年），升任河靜按察使。維新三年（1909年），升任乂安布政使。維新六年（1912年），改任刑部侍郎，署理參知。維新八年（1914年），升署安靜總督。啟定元年（1916年），升署協佐大學士，仍領安靜總督。次年（1917年），改任清化總督。啟定四年（1919年），實授協佐大學士。啟定五年（1920年）十月，獲贈法國榮譽軍團勳章軍官勳位（四項北斗佩星）。啟定七年（1922年）正月，升任兼攝尊人府務大臣。啟定八年（1923年）正月，加太子少保銜。啟定九年（1924年）三月，擔任恭修玉牒尊譜總裁。保大三年（1928年）正月，尊室湛升授東閣大學士致事，保大帝封他為衛安男（越南语：／）。
尊室湛退休後曾參與保大六年（1931年）對乂靜蘇維埃運動的審判。保大十一年十二月十五日（1937年1月26日），尊室湛去世，享年七十一歲。保大帝追封他為衛安子。

## 家庭
原配爲正一品夫人謝氏瓊。
- 第四女尊女氏春，嫁巡撫黎文定[3][4]